# 大卫·考克斯
大衛·考克斯（David Cox，1783年4月29日—1859年6月7日）是一名英格蘭風景畫家，是伯明翰畫派的成員，早期印象派畫家。他以繪製水彩畫出名，但也繪製過300多幅油畫。

## 生平

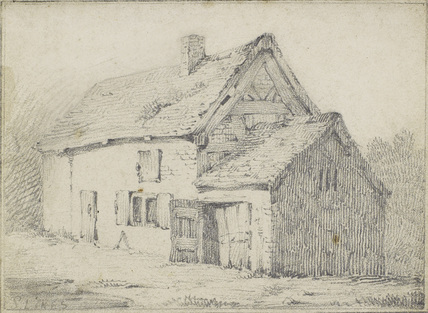
出生地

他出生於迪尼頓（伯明翰郊區）的Heath Mill Lane。其父是一名锡铁匠，母親是一名伯明翰農場主之女，可能受過比其父更高的文化教育。大衛·考克斯本來是要繼承家業的，但因為身體瘦弱因此家人轉而幫助他學習藝術。
18世紀末的伯明翰藝術發展蓬勃，考克斯最初和约瑟夫·巴伯學畫，並結識了一生的好友查爾斯·巴伯（Charles Barber）和威廉·拉德克里夫（William Radclyffe）。15歲時，他成為伯明翰肖像畫家阿爾伯特·菲爾德（Albert Fielder）的助手。一些早期文獻稱阿爾伯特·菲爾德是自殺身亡，考克斯還目睹了他的老師吊死的尸體，但這可能只是謠言，阿爾伯特·菲爾德直到1825年還在世。

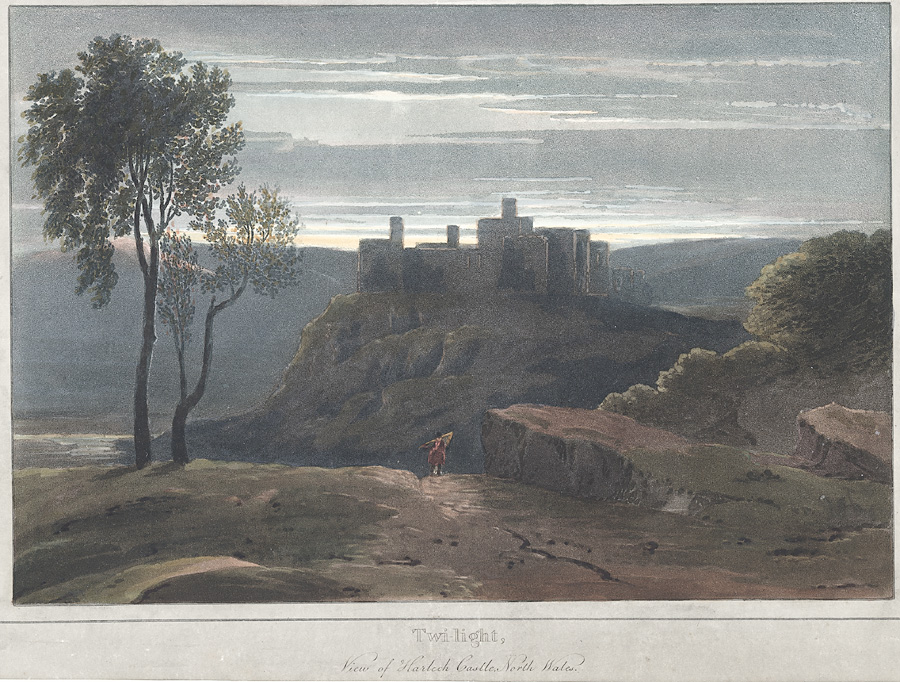
大衛·考克斯繪製的哈莱克城堡，1813年

1801年他開始獨立創作，1802年已經有了自己的團隊。1804年，他搬到倫敦蘭貝斯，1805年開始在皇家藝術研究院展出作品。1813年左右，他在報紙上找到一份工作，到赫里福德的克劳裘女士學校（Miss Crouchers' School）當美術老師，於是在1814年秋搬到赫里福德。1826年他前往比利時和荷蘭旅遊，次年搬回倫敦。1841年又搬到伯明翰郊區的哈伯恩（Harborne）。。
1853年6月12日，他罹患中風，中風影響了他的視力、記憶和身體協調能力。1857年他的病情惡化，1859年在哈伯恩去世。